# Cochabamba (sitio arqueológico)
Cochabamba (del quechua cocha, "lago", y pampa, "llanura") es un sitio arqueológico del Horizonte Tardío particularmente reconocido entre los círculos académicos por ser uno de los mejores exponentes de la arquitectura incaica en la región de Chachapoyas, en especial lo que concierne a los paredones y portadas de piedra finamente pulida.

## Ubicación
Está situado en la región de Amazonas, provincia de Chachapoyas, distrito de Chuquibamba sobre una meseta a 2800 metros de altura. Esta ya de por sí elevada posición se encuentra a los pies de una enorme formación montañosa cubierta de bosques. Al sur de Cochabamba hay una pequeña laguna y al este, una gran quebrada que desciende hasta el fondo del valle. Dentro de la organización administrativa inca, estuvo encuadrado en el Chinchaysuyo.

## Cronología
Se cree que fue mandado a construir por el emperador inca Túpac Yupanqui tras su conquista de los chachapoyas, por lo que correspondería al Horizonte Tardío, periodo de la hegemonía incaica. El último inca nombrado como tal en visitarla fue Huayna Cápac, hijo de Túpac Yupanqui.

## Arquitectura
Cochabamba corresponde con la clásica configuración urbana incaica, siguiendo también la cosmovisión dual entre hanan y hurin, vocablos quechuas que significan alto y bajo respectivamente. Está conformada por dos sectores principales que encarnan esta mentalidad.

### Sector norte
El sector norte era un gran recinto cuadrangular amurallado dividido en dos plazas principales. En su interior se encuentran varios edificios con restos de vanos. El suelo de ambas plazas estaba revestido con arcilla amarilla, lo cual le daba un color característico. También está presente una fuente de agua de fina mampostería.

#### Portadas
Los elementos más destacados del sector norte, así como los más conocidos de toda Cochabamba, son las portadas. Estos grandes vanos de acceso estaban construidos de piedras exquisitamente pulidas al más puro estilo inca imperial. Son dos; una que permitía la entrada al sector en su conjunto y otra ubicada en el muro que separaba ambas plazas interiores. Exhiben ciertos tallados que habrían sido parte del mecanismo de las puertas de madera. 

### Sector sur
El sector sur es de un tamaño mayor. En su distribución arquitectónica era muy similar al otro sector, concentrándose los edificios en una de ambas plazas interiores. Sin embargo y a diferencia de la parcialidad norte, los suelos estaban revestidos de arcilla roja, reforzando la cosmovisión dualista incaica. Las paredes de las estructuras también estaban pintadas con ese color. Al parecer, se trató del lugar de residencia de la nobleza incaica gobernante. Cuenta también con portadas similares a las de su contraparte norte.

### Ushnu
Cochabamba contaba con un ushnu, sobre el cual se construyó una iglesia que perdura hasta nuestros días. Sin embargo, todavía es posible avistar en sus cimientos muros de piedra que corresponderían con esta estructura incaica.  

### Camino incaico
Cruzando Cochabamba se encuentra un tramo del camino incaico, atravesándola de oeste a este. Convertía al asentamiento inca en un importante nudo estratégico entre la boscosa región chachapoyas, Huánuco Pampa, Cajamarca y Quito.

## Función
Fue un centro de dominación incaica de suma importancia dentro de los planes geopolíticos trazados desde el Cuzco, convirtiéndose en la capital provincial del huamani de Chachapoya. Estaba destinado a vigilar y administrar el territorio chachapoyas.  

## Estado actual
Actualmente se halla en un mal estado de conservación, pues el pueblo contemporáneo de Cochabamba se erige sobre él. De esta forma, podemos ver casos de estructuras peruanas superpuestas a las incaicas, ruinas arrasadas o restos aislados dispersos entre los setos circundantes. Esto, aunado a su ubicación en un territorio que actualmente se considera recóndito, lo vuelve uno de los sitios arqueológicos incaicos de gran relevancia precolombina menos conocidos por turistas y funcionarios estatales peruanos.